# 125P/Spacewatch
125P/Spacewatch, es un cometa periódico de la familia Júpiter. Fue descubierto el 8 de septiembre de 1991 por Tom Gehrels usando el telescopio Spacewatch de 0,91 m en el Observatorio Nacional Kitt Peak. Tiene un diámetro de 1.6 km.